# Зограбян, Размик Артаваздович
Размик Артаваздович Зограбян (арм. Ռազմիկ  Զողրաբյան, 1 апреля 1950, Ереван) — армянский политический и государственный деятель.
- 1978 — окончил Ереванскую школу номер 32.
- 1969—1971 — служил в советской армии.
- 1971—1974 — работал на Ереванском заводе автозапчастей начальником смены цеха.
- С 1971 — занимался политической деятельностью, был членом подпольной национальной объединённой партии.
- 1984—1990 — занимал различные должности на нескольких ереванских заводах.
- Май 2002 — назначен заместителем премьер-министра Армении.
- 17 Декабря 2005 — избран членом совета РПА.